# Descomunización en Ucrania

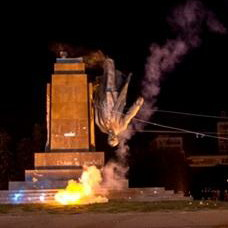
Derribo de la estatua de Lenin en Járkov el 28 de septiembre de 2014.

La descomunización en Ucrania comenzó después de la disolución de la Unión Soviética. Se formalizó en abril de 2015, en el contexto de la guerra ruso-ucraniana, cuando el gobierno de Ucrania aprobó las leyes de descomunización que proscribieron los símbolos comunistas.
El 15 de mayo de 2015, el presidente de Ucrania Petró Poroshenko firmó un conjunto de leyes que iniciaron un período de seis meses para la eliminación de monumentos comunistas (excluidos los monumentos de la Segunda Guerra Mundial) y el cambio de nombre de lugares públicos con nombres de temas relacionados con el comunismo. En ese momento, esto significaba que se establecieron 22 ciudades y 44 aldeas para obtener un nuevo nombre. Hasta el 21 de noviembre de 2015, los gobiernos municipales tenían la autoridad para implementar esto; si no lo hacían, las autoridades provinciales de Ucrania tenían hasta el 21 de mayo de 2016 para cambiar los nombres. Si después de esa fecha el asentamiento hubiera conservado su antiguo nombre, el Gabinete de Ministros de Ucrania ejercería la autoridad para asignar un nuevo nombre al lugar. En 2016, se cambiaron de nombre 51 493 calles y 987 ciudades y pueblos, y se eliminaron 1320 monumentos de Lenin y 1069 monumentos a otras figuras comunistas.
La violación de la ley conlleva una pena de una posible prohibición en los medios de comunicación y penas de prisión de cinco años.
El 24 de julio de 2015, el Ministerio del Interior de Ucrania despojó al Partido Comunista de Ucrania, al Partido Comunista de Ucrania (renovado) y al Partido Comunista de Trabajadores y Campesinos de su derecho a participar en las elecciones, y afirmó que continuaba con las acciones judiciales que comenzaron en julio de 2014 para poner fin al registro de Partidos comunistas de Ucrania. El 16 de diciembre de 2015 estos tres partidos estaban prohibidos en Ucrania; sin embargo, el Partido Comunista de Ucrania apeló la prohibición, lo que significó que la decisión del tribunal de prohibir el partido no entró en vigor. Sin embargo, la ley de descomunización de abril de 2015 contiene una norma que permite al Ministerio de Justicia prohibir al Partido Comunista participar en las elecciones.
En 2022, tras la invasión rusa de Ucrania, se proscribieron los partidos socialistas por su inclinación a Rusia o su posición anti atlantista en el contexto del conflicto.

## Historia

### Entre 1991 y 2013
Un proceso de descomunización no oficial comenzó en Ucrania después del colapso de 1991 de la Unión Soviética y la siguiente independencia de Ucrania. La descomunización se llevó a cabo de manera mucho más despiadada y visible en las repúblicas bálticas (de la antigua Unión Soviética) y los países del Pacto de Varsovia fuera de la Unión Soviética. El primer presidente de Ucrania después de la independencia de 1991, Leonid Kravchuk, también había emitido órdenes destinadas a "desovietización" a principios de la década de 1990. Los años siguientes, aunque a un ritmo lento, se eliminaron en Ucrania los monumentos históricos a los líderes soviéticos. Pero este proceso avanzó mucho más en la Ucrania occidental que en las regiones industrializadas del este, principalmente de habla rusa. Las leyes de descomunización se redactaron en el parlamento de Ucrania en 2002, 2005, 2009, 2011 y 2013, pero no todas se materializaron.

### Guerra ruso-ucraniana

#### Primera fase de la guerra
Durante y después del Euromaidán, comenzando con la caída del monumento a Lenin en Kiev el 8 de diciembre de 2013, varios monumentos y estatuas de Lenin fueron retirados o destruidos por manifestantes.
En abril de 2014, un año antes del proceso formal de descomunización nacional en Ucrania, las autoridades locales eliminaron y alteraron los símbolos comunistas y los nombres de lugares, como en Dnipropetrovsk.
El 9 de abril de 2015, el parlamento de Ucrania aprobó una ley sobre descomunización. Fue presentado por el segundo gobierno de Yatseniuk, prohibiendo la promoción de símbolos comunistas y nacionalsocialistas". Una de las principales disposiciones del proyecto de ley fue el reconocimiento de que la Unión Soviética era "criminal" y que "perseguía una política estatal de terrorismo". La legislación prohíbe el uso de símbolos y propaganda comunistas y también prohíbe todos los símbolos y propaganda del nacionalsocialismo y sus valores y cualquier actividad de grupos nazis o fascistas en Ucrania. La prohibición se aplica a monumentos, lugares y nombres de calles. La prohibición no se aplica a los monumentos de la Segunda Guerra Mundial y cuando los símbolos se encuentran en un cementerio. Expresar opiniones procomunistas no fue ilegal. La prohibición de los símbolos comunistas resultó en la eliminación de cientos de estatuas, el reemplazo de millones de letreros en las calles y el cambio de nombre de lugares poblados, incluidas algunas de las ciudades más grandes de Ucrania como Dnipró. La administración de la ciudad de Dnipró estimó en junio de 2015 que habría que cambiar el nombre de 80 calles, terraplenes, plazas y bulevares. Maxim Eristavi de Hromadske.TV estimó a finales de abril de 2015 que la tarea de renombrar a lo largo del país costaría unos 1500 millones de dólares. La legislación también otorgó un estatus legal especial a los veteranos de la "lucha por la independencia de Ucrania" desde 1917 hasta 1991 (integración en la Unión Soviética). El mismo día, el parlamento también aprobó una ley que reemplazó el término "Gran Guerra Patria" en el léxico nacional por "Segunda Guerra Mundial" de 1939 hasta 1945, un cambio de gran trascendencia.

##### Leyes de descomunización de Ucrania
El 15 de mayo de 2015, el presidente de Ucrania Petró Poroshenko firmó las Leyes de descomunización de Ucrania. Esto inició un período de seis meses para la eliminación de monumentos comunistas y el cambio de nombre de lugares públicos con nombres de temas relacionados con el comunismo.
La ley de descomunización de Ucrania se aplica, pero no se limita a:
- la bandera de la Unión Soviética
- la bandera de la República Socialista Soviética de Ucrania y sus banderas de las otras 14 repúblicas
- el emblema estatal de la Unión Soviética y sus repúblicas constituyentes, así como los países socialistas de Europa del Este
- el himno nacional de la Unión Soviética y las repúblicas de la Unión Soviética, mientras que esto no afecta a los himnos de Rusia, Bielorrusia, Uzbekistán, Tayikistán y anteriormente, Kazajistán y Turkmenistán. Todos conservaron su melodía de la era soviética con nuevas letras escritas en su lugar.
- la estrella roja
- la hoz y el martillo
- imágenes de Lenin y Stalin
- uniformes militares

Las leyes se publicaron en Holos Ukrayiny el 20 de mayo de 2015; esto hizo que entraran en vigor oficialmente al día siguiente.
El 3 de junio de 2015, el Instituto Ucraniano de Memoria Nacional publicó una lista de 22 ciudades y 44 pueblos sujetos a cambio de nombre. Con mucho, la mayoría de estos lugares estaban en la región del Dombás en Ucrania oriental; los otros estaban situados en Ucrania central y Ucrania meridional. Según las “Leyes de Descomunización”, los gobiernos municipales tenían hasta el 21 de noviembre de 2015 para cambiar el nombre del asentamiento que gobiernan. Para los asentamientos que no cambiaron el nombre, las autoridades provinciales de Ucrania tenían hasta el 21 de mayo de 2016 para cambiar el nombre. Si después de esa fecha el asentamiento aún conservaba su antiguo nombre, el Consejo de Ministros de Ucrania cambiaría el nombre del asentamiento.
En un decreto de 24 de julio de 2015 basado en las leyes de descomunización, el Ministerio del Interior de Ucrania despojó al Partido Comunista Ucrania, al Partido Comunista de Ucrania (renovado) y al Partido Comunista de Trabajadores y Campesinos de su derecho a participar en las elecciones y afirmó que continuaba con las acciones judiciales (que comenzaron en julio de 2014) para poner fin al registro de los partidos comunistas de Ucrania.
El 30 de septiembre de 2015, el Tribunal Administrativo de Distrito de Kiev prohibió el Partido Comunista de Trabajadores y Campesinos y el Partido Comunista de Ucrania (renovado); ninguno de ellos apelaron.
En octubre de 2015, una estatua de Lenin en Odesa se convirtió en una estatua de Darth Vader, el villano de la saga cinematográfica Star Wars.
El 16 de diciembre de 2015, el Tribunal Administrativo del Distrito de Kiev validó la reclamación del Ministerio de Justicia en su totalidad, prohibiendo las actividades del Partido Comunista de Ucrania. El partido apeló esta prohibición en el Tribunal Europeo de Derechos Humanos.

#### Entre 2016 y 2021
En marzo de 2016, las estatuas de Lenin, Félix Dzerzhinski, Serguéi Kírov y un monumento al Komsomol, fueron retirados o derribados en la ciudad oriental de Zaporizhia. La estatua que dominaba la Estación Hidroeléctrica Dniéper (anteriormente llamada Presa de Lenin) era la estatua de Lenin más grande que quedaba en Ucrania.
El 19 de mayo de 2016, el parlamento ucraniano votó para cambiar el nombre de la cuarta ciudad más grande de Ucrania Dnipropetrovsk a Dnipró. El gobierno aprobó el renombramiento del resto de localidades el 20 de mayo de 2016.
El parlamento ucraniano declaró en julio de 2016 que los nuevos nombres de lugares en la península de Crimea y de la ciudad de Sebastopol –que forman parte de Ucrania, y la mayoría de la comunidad internacional considera Crimea y Sebastopol una parte integral de Ucrania, mientras que Rusia, por otro lado, considera Crimea y Sebastopol una parte integral de Rusia, con Sebastopol funcionando como una ciudad federal dentro del Distrito Federal de Crimea–, bajo pleno control ruso desde la anexión rusa de Crimea en 2014, "entrarán en vigor con la devolución del territorio ocupado temporalmente de la República Autónoma de Crimea y Sebastopol bajo la jurisdicción general de Ucrania".
En mayo de 2017, 46 parlamentarios ucranianos, principalmente de la facción de oposición, apelaron ante el Tribunal Constitucional de Ucrania para declarar inconstitucionales las leyes de descomunización de 2015.
El director del Instituto Ucraniano de Memoria Nacional Volodýmyr Viatróvych declaró en febrero de 2018 que "el descomunismo en el contexto de privar a los símbolos del régimen totalitario se ha completado realmente". Aunque, según él, la ciudad de Kiev se estaba quedando atrás.
En febrero de 2019, la Comisión Electoral Central de Ucrania se negó a registrar la candidatura del líder del Partido Comunista Petró Simonenko para las elecciones presidenciales ucranianas de 2019, debido al hecho de que en el estatuto, el nombre y el simbolismo del Partido Comunista de Ucrania no cumplió con las leyes de descomunización de 2015. Simonenko apeló la decisión, pero el tribunal de apelación confirmó la decisión de la Comisión Electoral Central de Ucrania. Durante el mismo mes de febrero, fue sugerido que el óblast de Dnipropetrovsk sería rebautizado en el futuro como "Sicheslav".
El 16 de julio de 2019, el Tribunal Constitucional de Ucrania confirmó las leyes de descomunización de Ucrania de 2015.
El 7 de noviembre de 2020, en el pueblo de Mala Rohan se desmanteló un escudo de armas de la URSS de la fachada de una escuela.

#### Prohibición de partidos tras la invasión rusa de Ucrania en 2022
El 20 de marzo de 2022, el presidente Zelenski anunció que el Consejo de Defensa y Seguridad Nacional de Ucrania suspendió la actividad de once partidos políticos, acusándolos de colaboracionismo con Rusia, durante la vigencia de la ley marcial en Ucrania, como Plataforma de Oposición - Por la Vida. Los otros son partidos sin representación en la Rada Suprema: Oposición de la Izquierda, Partido Socialista Progresista de Ucrania, Partido Socialista de Ucrania, Unión de las Fuerzas de la Izquierda, Socialistas, Nashi (Nosotros), Partido de Sharí, Bloque de la Oposición, Bloque de Volodymyr Saldo y Derzhava. La prohibición durará mientras dure la ley marcial. Estos partidos se unen al Partido Comunista de Ucrania, prohibido en 2015 durante la primera fase de la guerra.
El 21 de junio de 2022, Ucrania informó de que están estudiando prohibir otros 17 partidos.

## Crítica
El 18 de mayo de 2015, la OSCE expresó su preocupación de que las leyes pudieran afectar negativamente a la libertad de prensa en Ucrania. La OSCE también lamentó lo que percibió como una falta de oportunidades de la sociedad civil para participar en los debates públicos sobre las leyes.
El Grupo de Protección de los Derechos Humanos de Járkov declaró (en mayo de 2015) las leyes "(una de las cuales) tipifica como delito la expresión pública de las opiniones de muchos ucranianos".
Los legisladores rusos han afirmado (en abril de 2015) que era "cínico" poner a la par los símbolos comunistas y nazis, y los rebeldes prorrusos de la Guerra del Dombás (una región en Ucrania oriental) condenó la nueva ley. El jefe de los rebeldes de la autoproclamada República Popular de Donetsk Aleksandr Zajárchenko declaró a fines de febrero de 2016 que cuando las ciudades renombradas "volverán a estar bajo nuestra jurisdicción", se cambiarán el nombre a su nombre predescomunizado.
En mayo de 2015, el presidente de Polonia Bronisław Komorowski declaró que el castigo por discutir el papel de las organizaciones nacionalistas ucranianas sería perjudicial para las relaciones polaco-ucranianas.
El 18 de diciembre de 2015, la Comisión de Venecia declaró que las leyes de descomunización de Ucrania no cumplían las normas legislativas europeas. Fue particularmente crítico sobre la prohibición de partidos comunistas.

## Resultados

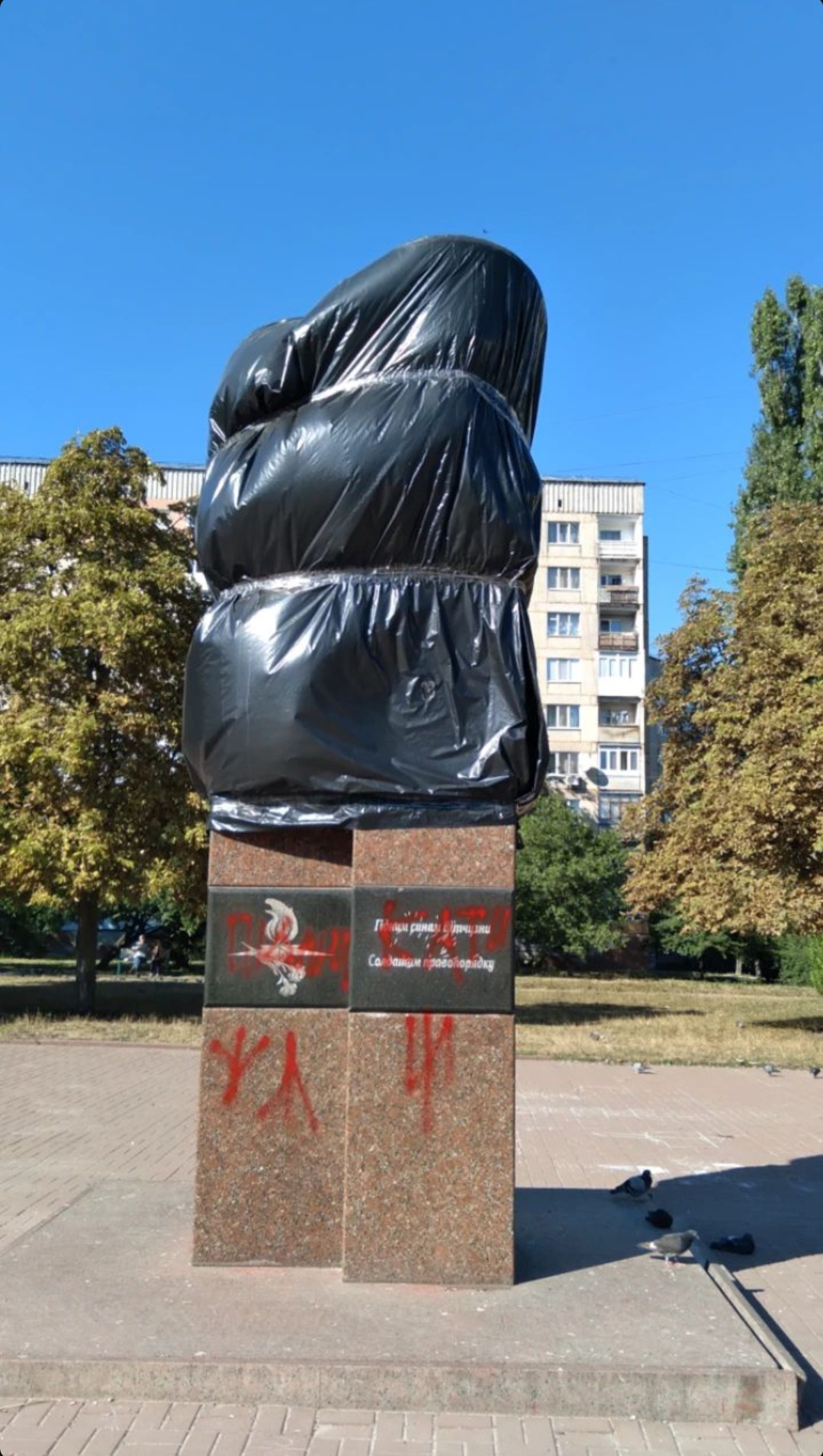
Un monumento a los chekistas in Kropivnitski, Ucraina, después del comienzo de la agresión rusa

Desde el 16 de diciembre de 2015, tres partidos comunistas están prohibidos en Ucrania (el Partido Comunista de Ucrania, Partido Comunista de Ucrania (renovado) y Partido Comunista de Trabajadores y Campesinos). El único partido que apeló esta prohibición fue el Partido Comunista de Ucrania; esto dio lugar a que la decisión del tribunal de prohibir el Partido Comunista de Ucrania no entrara en vigor. Sin embargo, la ley de descomunización de abril de 2015 contiene una norma que permite al Ministerio de Justicia prohibir al Partido Comunista participar en las elecciones.
Ucrania tenía 5.500 monumentos de Lenin en 1991, disminuyendo a 1.300 en diciembre de 2015. Más de 700 monumentos de Lenin fueron retirados y/o destruidos desde febrero de 2014 (cuando se derrumbaron 376) hasta diciembre de 2015. El 16 de enero de 2017, el Instituto Ucraniano de Memoria Nacional anunció que 1.320 monumentos de Lenin fueron desmantelados durante la descomunión.
El 16 de enero de 2017, el Instituto Ucraniano de Memoria Nacional declaró que 51 493 calles, plazas y "otras instalaciones" habían cambiado de nombre debido a la descomunización. En junio de 2016 se cambió el nombre a 19 raiones, 27 distritos urbanos, 29 ciudades, 48 asentamientos de tipo urbano, 119 asentamientos rurales y 711 aldeas. La cuarta ciudad más grande fue renombrada de Dnipropetrovsk a Dnipró. En la segunda ciudad más grande de Ucrania, Járkov, más de 200 calles, 5 raions administrativas, 4 parques y 1 estación de metro habían cambiado de nombre a principios de febrero de 2016. En todo 2016, se cambiaron el nombre de 51 493 calles y 987 ciudades y pueblos, se renombró 25 raiones y se eliminaron 1320 monumentos de Lenin y 1069 monumentos a otras figuras comunistas. En algunos pueblos, algunas estatuas de Lenin se reconvirtieron en estatuas "de figuras históricas no comunistas" para ahorrar dinero. Uno de los ejemplos más destacados fue el monumento a Lenin en Odesa, que se convirtió en el monumento a Darth Vader.
En febrero de 2019, The Guardian informó que las dos estatuas de Lenin en la zona de exclusión de Chernóbil eran las únicas dos estatuas de Lenin que quedaban en Ucrania, sin tener en cuenta los territorios ocupados de Ucrania. En enero de 2021 Radio Free Europe/Radio Liberty localizó tres estatuas de Lenin restantes en tres pequeñas aldeas controladas por Ucrania.
En enero de 2021, 24 calles ucranianas todavía llevaban el nombre de la ex cosmonauta Valentina Tereshkova, seis de ellas en partes de Ucrania que no están bajo control del gobierno. También había calles Tereshkova en las localidades de Busk (óblast de Lviv), Radyvyliv y Sarny (óblast de Rivne), Dunáivtsi (óblast de Jmelnitski), Smila (óblast de Cherkasy) y en algunas otras ciudades y pueblos, de acuerdo con las leyes de descomunización de 2015, deberían haber sido renombradas.